# Okręg wyborczy nr 89 do Senatu Rzeczypospolitej Polskiej
Okręg wyborczy nr 89 do Senatu Rzeczypospolitej Polskiej obejmuje obszar powiatów grodziskiego, międzychodzkiego, nowotomyskiego, obornickiego, szamotulskiego i wolsztyńskiego (województwo wielkopolskie). Wybierany jest w nim 1 senator na zasadzie większości względnej.
Utworzony został w 2011 na podstawie Kodeksu wyborczego. Po raz pierwszy zorganizowano w nim wybory 9 października 2011. Wcześniej obszar okręgu nr 89 należał do okręgu nr 37.
Siedzibą okręgowej komisji wyborczej jest Piła.

## Reprezentant okręgu
| Rok  | Rok  | Senator     | Komitet wyborczy                                                           |
| ---- | ---- | ----------- | -------------------------------------------------------------------------- |
|      | 2011 | Jan Libicki | Platforma Obywatelska RP                                                   |
| 2015 |      | Jan Libicki | Platforma Obywatelska RP                                                   |
|      | 2019 | Jan Libicki | Polskie Stronnictwo Ludowe                                                 |
|      | 2023 | Jan Libicki | KKW Trzecia Droga Polska 2050 Szymona Hołowni – Polskie Stronnictwo Ludowe |

## Wyniki wyborów
Symbolem „●” oznaczono senatora ubiegającego się o reelekcję.

### Wybory parlamentarne 2011
| Kandydat                                                                                      | Kandydat          | Komitet wyborczy             | Głosów | Głosów | Głosów |
| Kandydat                                                                                      | Kandydat          | Komitet wyborczy             | Liczba | %      | +/–    |
| --------------------------------------------------------------------------------------------- | ----------------- | ---------------------------- | ------ | ------ | ------ |
|                                                                                               | Jan Libicki       | Platforma Obywatelska RP     | 38 040 | 30,32  | –      |
|                                                                                               | Zbigniew Ajchler  | Sojusz Lewicy Demokratycznej | 26 177 | 20,86  | –      |
|                                                                                               | Jerzy Smorawiński | Polskie Stronnictwo Ludowe   | 25 213 | 20,10  | –      |
|                                                                                               | Andrzej Okpisz    | Prawo i Sprawiedliwość       | 20 367 | 16,23  | –      |
|                                                                                               | Ryszard Kurp      | KWW Ryszarda Kurpa           | 15 670 | 12,49  | –      |
| Frekwencja: 45,78% Liczba głosów ważnych: 125 467 (96,01%) Źródło: Państwowa Komisja Wyborcza |                   |                              |        |        |        |

### Wybory parlamentarne 2015
| Kandydat                                                                                      | Kandydat        | Komitet wyborczy         | Głosów | Głosów | Głosów |
| Kandydat                                                                                      | Kandydat        | Komitet wyborczy         | Liczba | %      | +/–    |
| --------------------------------------------------------------------------------------------- | --------------- | ------------------------ | ------ | ------ | ------ |
|                                                                                               | Jan Libicki ●   | Platforma Obywatelska RP | 54 354 | 42,30  | +11,98 |
|                                                                                               | Paweł Bugaj     | Prawo i Sprawiedliwość   | 40 420 | 31,46  | +15,23 |
|                                                                                               | Jerzy Andrzejak | KWW Jerzego Andrzejaka   | 33 710 | 26,24  | –      |
| Frekwencja: 46,73% Liczba głosów ważnych: 128 484 (95,34%) Źródło: Państwowa Komisja Wyborcza |                 |                          |        |        |        |

### Wybory parlamentarne 2019
| Kandydat                                                                                      | Kandydat             | Komitet wyborczy           | Głosów  | Głosów | Głosów |
| Kandydat                                                                                      | Kandydat             | Komitet wyborczy           | Liczba  | %      | +/–    |
| --------------------------------------------------------------------------------------------- | -------------------- | -------------------------- | ------- | ------ | ------ |
|                                                                                               | Jan Libicki ●        | Polskie Stronnictwo Ludowe | 105 042 | 63,04  | +20,74 |
|                                                                                               | Jerzy Wierzchowiecki | Prawo i Sprawiedliwość     | 61 598  | 36,96  | +5,50  |
| Frekwencja: 60,14% Liczba głosów ważnych: 166 640 (96,84%) Źródło: Państwowa Komisja Wyborcza |                      |                            |         |        |        |

### Wybory parlamentarne 2023
| Kandydat                                                                                      | Kandydat        | Komitet wyborczy                                                           | Głosów  | Głosów | Głosów |
| Kandydat                                                                                      | Kandydat        | Komitet wyborczy                                                           | Liczba  | %      | +/–    |
| --------------------------------------------------------------------------------------------- | --------------- | -------------------------------------------------------------------------- | ------- | ------ | ------ |
|                                                                                               | Jan Libicki ●   | KKW Trzecia Droga Polska 2050 Szymona Hołowni – Polskie Stronnictwo Ludowe | 119 190 | 58,34  | –4,70  |
|                                                                                               | Danuta Nijaka   | Prawo i Sprawiedliwość                                                     | 58 320  | 28,54  | –8,42  |
|                                                                                               | Ryszard Oszmian | Konfederacja Wolność i Niepodległość                                       | 26 809  | 13,12  | –      |
| Frekwencja: 74,53% Liczba głosów ważnych: 204 319 (97,60%) Źródło: Państwowa Komisja Wyborcza |                 |                                                                            |         |        |        |